# Судзумія Харухі (персонаж)
Судзумія Харухі (яп. 涼宮 ハルヒ) — головний персонаж аніме, манґи та серії новел «Suzumiya Haruhi». Засновник Команди SOS, саме вона відповідальна за все що робиться в серіалі.
Володіє здібностями змінювати, руйнувати та створювати нові реальності, ґрунтуючись на своїх переконаннях. Через цю здатність вона стає в центрі уваги трьох організацій — Об'єднання Інформаційної Сутності, «Агентства» та організації людей з майбутнього.

## Походження
Судзумія Харухі — непередбачувана й ексцентрична учениця першого класу старшої школи. З боку вона виглядає як старанна школярка. Успіхи в навчанні, спорті, музиці і в решті всіх можливих видів діяльності говорять про її велику талановитість. Вона вступає в безліч клубів, за декілька днів добивається величезних успіхів і тут же їх покидає, не зважаючи на домовленості з боку товаришів — для неї все здається дуже нудним. Проте, її музичні таланти проявились сильніше за інші (виступ на шкільному фестивалі, що надалі привело до створення власної музичної групи). Звичайне шкільне життя — це останнє, про що вона думає.
В перший день навчання, у своєму вітанні, вона відверто заявляє, що її цікавлять лише прибульці, екстрасенси та мандрівники в часі, а звичайні люди до них не відносяться. З величезним натхненням вона намагається знайти довкола себе таких дивних людей, а всіх інших вона просто ігнорує. Причому ігнорувати їй доводиться всіх підряд. В результаті цього з нею мало хто спілкується.
Кьон став виключенням — він був першим, з ким вона серйозно заговорила. Після знайомства з ним Харухі трохи змінилася: тепер вона стала ближча до людей.
Її пошук дивацтв у світі став результатом перегляду погляду на світ, який сталося в дитинстві (три роки тому). Під час бейсбольного матчу, на який Харухі прийшла з батьками, її уразила величезна кількість людей на стадіоні. Раніше вона вважала, що її життя і звички були унікальні і найцікавіші у світі. Проте, після цього випадку вона зрозуміла, що сама вона ні чим не відрізняються від більшості жителів Японії. Всі школи схожі на ту, в яку ходить вона, як і звички людей.
Після усвідомлення цього, прийшов очевидний висновок — існують і інші люди, які живуть цікавим і незвичайним життям. І вона поставила собі за мету: стати однією з них.
Після такого виводу її поведінка сильно змінилася. В результаті деяких інцидентів вона здобула сумнівну популярність в школі, що і не дивно. Звичайний школяр не почне малювати на стадіоні величезні знаки зі зверненням до прибульців. Проте, вона не відмовляла в побаченнях з хлопцями, але такі побачення в основному були дуже короткі. Мінімальний термін — 5 хвилин (схоже, що в цьому досяг успіху Танігуті), максимальний — тиждень. Всі зводилися до одного — вона всіх відшивала. Її не цікавить, з ким вона зустрічатиметься — хлопчиком або дівчинкою, їй цікаві лише екстраординарні люди. Проте не варто розуміти фразу «зустрічатися» буквально — визначення цього слова у неї зовсім інше. З її позиції любов можна назвати лише хворобою.

### Команда SOS

Емблема Команди SOS

Чому Харухі поступила саме в цю старшу школу? Як вона сама говорить, тут було «суспільство дослідження таємниць». Її надія була саме на нього. Проте, вона була сильно розчарована в учасниках цього кружка: вони були лише групою «брудних отаку», які ще жодного разу не зустрічали нічого незвичайного. Після цього Харухі вступала в безліч інших кружків, але не проходіло і два дні, як вона їх покидала.
Як говорив Кьон, Харухі була «суперуніверсалом», який міг робити все що завгодно. Так, наприклад, у неї відмінна фізична форма і члени клубу легкої атлетики дуже просили її залишитися. Безнадійно. А ще вона володіє відмінним слухом і музикальними здібностями, зокрема — ігри на гітарі. У 12 серій їй знадобилося всього лише невелика репетиція, щоб відмінно виступити на сцені.
Після розмови з Кьоном вона вирішила створити свій клуб, «Команду SOS», мета якої — наповнити світ цікавими й загадковими подіями.
Найпомітніша діяльність клубу — це фільм, зроблений для показу на культурному фестивалі. У команді чотири учасника — Харухі, Кьон, Мікуру та Іцукі. Нагато Юкі також є учасником клубу, хоча формально вона — в літературному кружку.

## Характер
На перший погляд, може здатися, що Харухі байдужа до всіх, з ким вона має справу. Насправді вона досить активна і непередбачувана. Проте, якщо щось йде не так, як їй потрібно — починаються проблеми для її оточення.
З таким настроєм вона з легкістю досягає будь-яких цілей, які перед собою поставить, — пригадати хоч би випадок з президентом комп'ютерного клубу. Харухі хвилюють тільки засоби для досягнення мети, а наслідки її не турбують. Інколи вона примушує Асахіну робити щось зовсім ганебне, але це мало хвилює Харухі. Слід зазначити деякі ревнощі до Кьона — всесвіт ледве не був знищений, коли ці ревнощі зайшли дуже далеко.
У Харухі сидить величезний дух суперництва — вона приймає будь-які виклики без вагань, не звертаючи увагу на час або обставини. Її оптимізм і упевненість роблять її трохи зарозумілою. Планка стандартів завищена до неймовірних висот — все, що не гідно, не слід приймати в серьоз — така її позиція. Вона вкладає багато надій в Команду SOS, особливо в Кьона.
Вона ніколи не соромиться, зазвичай приваблюючи до себе багато уваги, що також відбивається на Команді SOS. Але коли справа стосується Асахіни — вона бавиться. Часто в слух, кажучи про привабливість Мікури, експлуатує і навіть перетворює її на власну іграшку (у клубній кімнаті утворилася ціла шафа косплей-нарядів)

### Зачіска

Зачіски Харухі.

Коли у Харухі було довге волосся, вона міняла зачіску щодня. Судзумія вважає, що у кожного дня свій символ. Ця система символів полягала в наступному: кожний день тижня втілював певне число та колір.
| День тижня | Образ           | Колір      | Номер |
| ---------- | --------------- | ---------- | ----- |
| Понеділок  | Місяць          | Жовтий     | 0     |
| Вівторок   | Вогонь (Марс)   | Червоний   | 1     |
| Середа     | Вода (Меркурій) | Синій      | 2     |
| Четвер     | Дерево (Юпітер) | Зелений    | 3     |
| П'ятниці   | Метал (Венера)  | Золотий    | 4     |
| Субота     | Земля (Сатурн)  | Коричневий | 5     |
| Неділя     | Сонце           | Білий      | 6     |

## Здібності
Харухі стала причиною розлому в просторово-часовому континуумі. З цього приводу автор представляє нам три думки — прибульці, «Агентства» та людей з майбутнього. Жодна з цих думок не претендує на домінування, проте кожна з них дає можливість з різних сторін глянути на події три роки тому. За словами Коїдзумі, тоді світ був створений заново, за словами Нагато — був зафіксований величезний спалах даних, за словами Асахіни — в той момент з'явився розлом в часі, що закриває дорогу в минуле. Всі ці думки об'єднує одне — причиною стала Судзумія Харухі. Адже не просто так вона стала популярна серед прибульців, екстрасенсів та мандрівників в часі.
Її здібності дозволяють зміняти, руйнувати та відтворювати реальність, а причиною можуть стати її власні емоції. На думку Агентства, поточний стан реальності — це результат поточної парадигми (світогляду), якого дотримується Судзумія. Будь-який стрес викликає появу закритих реальностей, в яких бушують величезні блакитні гіганти, — shijins (Аватари), як їх називає Іцукі. Якщо їх не зупинити, то звичайна реальність може бути витиснена новою, створеною за зразком закритої. Проте, такі організації як Агентство не дають цьому трапитися, а інші (Альянс Інформаційної Суті) не дають їй усвідомити свої здібності.
Спірним моментом є божественність Судзумії. На думку колег Коїдзумі, називати Харухі богом — не так далеко від істини. Проте, наприклад, здібності Нагато дуже близькі до Судзумії, з цієї причини Юкі цікава подібним організаціям не меншою мірою. Люди з майбутнього, представником яких є Асахіна, зовсім не вважають, що світ був створений Харухі — на їх думку, Харухі лише підсвідомо відчувала існування прибульців, що більшою мірою збігається з думкою Інформаційної Суті.
Проте, може статися, що творцем світу і тим, хто наділив Харухі такими здібностями, є Кьон. У цієї точки зору також є деякі докази — не може звичайна людина брати участь в настільки фантастичних подіях, залишаючись таким цинічним. Можливо, що Кьон вірив в існування всіх цих прибульців з самого дитинства, але не хоче бути в центрі подій — тому він наділяє такими силами Судзумію. Інші, та скоріш за все, і сам Кьон, про це не підозрюють і вважають Харухі за центр всесвіту.

## Критика

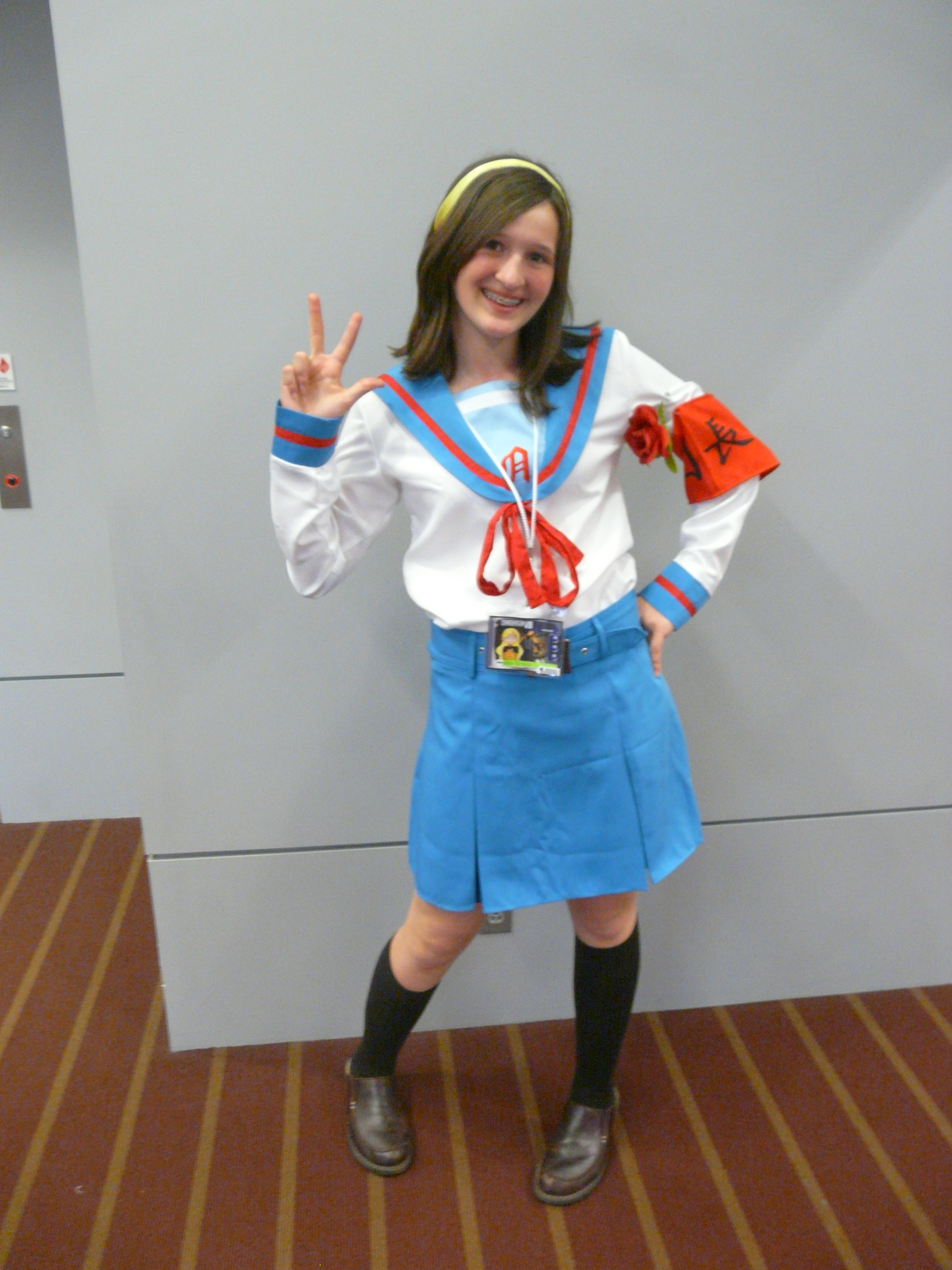
Косплей Харухі Судзумії

За виконання ролі Харухі Судзумії у 2007 р. Ая Хірано нагороджена Seiyu Awards у номінації на найкращу актрису-новачка. У 2009 р. англомовний новинний та інформаційний вебсайт IGN поставив Харухі Судзумії на 19 місце в рейтингу 25 найкращих аніме-героїв усіх часів.
Японська співачка і сейю Ая Хірано, яка виконала безліч ролей в аніме, відеоіграх і рекламі, озвучила Харухі Судзумію. Після озвучування до неї прийшла справжня популярність. Перший її сингл «Bouken Desho Desho», що є опенінгом у першому сезоні аніме-серіалу «Меланхолія Харухі Судзумії», став для неї великим успіхом.